# Matthias Schuppe
Matthias Schuppe (* 25. April 1955  in Wuppertal) ist ein deutscher politischer Beamter. Er ist seit 2013 Regierungssprecher des Landes Sachsen-Anhalt.

## Leben

### Ausbildung
Schuppe besuchte das Carl-Duisberg-Gymnasium in Wuppertal und erlangte 1976 das Abitur. Anschließend studierte er von 1977 bis 1987 Rechtswissenschaften an der Universität Bonn und Publizistik- und Kommunikationswissenschaft, Neuere Geschichte und Soziologie an der Universität Münster. Er wurde 1987 mit der Arbeit „Im Spiegel der Medien: Wertewandel in der Bundesrepublik Deutschland – eine empirische Analyse anhand von Stern, ZDF-Magazin und Monitor im Zeitraum 1965–1983“ an der Universität Münster zum Dr. promoviert.

### Werdegang und Wirken
Matthias Schuppe war nach dem Studium von 1987 bis 1988 als wissenschaftlicher Mitarbeiter und Lehrbeauftragter an der Universität Münster. Im Anschluss war er von 1988 bis 1991 Pressesprecher der Hamburger CDU unter dem Vorsitzenden Jürgen Echternach und zeitgleich ab 1989 wissenschaftlicher Referent der Abgeordneten Volker Rühe und Gunnar Uldall (beide CDU) im Deutschen Bundestag. Nach der Deutschen Wiedervereinigung wechselte er 1991 als Pressesprecher und Referatsleiter in das Ministerium des Innern des Landes Sachsen-Anhalt, wo er von 1998 bis 2006 zusätzlich zum Bereich der Presse- und Öffentlichkeitsarbeit und die Bundes- und Europaangelegenheiten des Ministeriums leitete.
Sodann war er von 2006 bis 2013 Referatsleiter Presse- und Öffentlichkeitsarbeit, Veranstaltungen, Inneres, Wissenschaft und Forschung sowie Sport und Tourismus und stellvertretender Dienststellenleiter in der Vertretung des Landes Sachsen-Anhalt beim Bund und in dieser Funktion auch Vorsitzender des Innenausschusses des Bundesrates auf Beamtenebene.
Schuppe wurde im April 2013 unter Ministerpräsident Reiner Haseloff (CDU) als Nachfolger von Franz Kadell zum Regierungssprecher des Landes Sachsen-Anhalt und Leiter des Presse- und Informationsamtes der Landesregierung ernannt.